# 阿爾阿赫德足球會
阿爾阿赫德足球會（阿拉伯语：نادي العهد الرياضي）是黎巴嫩位於貝魯特一家足球會，成立於1966年。目前於黎巴嫩超級足球聯賽角逐。隊名中العهد是阿拉伯語，意思是「盟約」

## 简介
該俱樂部主要獲得貝魯特什葉派社區的支持。艾哈德（Aheed）也隸屬於真主黨。最近，艾哈德（Aheed）與也位於貝魯特（Beirut）的奈梅（Nejmeh）展開了激烈的競爭。

## 球隊榮譽

### 國內
- 黎巴嫩超級足球聯賽: 9

2008年, 2010年, 2011年, 2015年, 2017年
2018年, 2019年, 2022年, 2023年
- 黎巴嫩足總盃: 4

2004年, 2005年, 2009年, 2011年
- 黎巴嫩聯合盃: 2

2004年, 2006年
- 黎巴嫩精英盃: 5

2008年, 2010年, 2011年, 2013年, 2015年, 2017年
- 黎巴嫩超級盃: 4

2008年, 2010年, 2011年, 2015年

### 亞洲
- 亞洲足協盃: 2

2019年、2020年

## 姊妹球會
下列為盟約體育俱樂部的姊妹球會：
- 沙巴罕
- 艾丹拿斯堡

## 外部連結
- （阿拉伯文） 官方網站